# Multivariate adaptive Regressionssplines
Multivariate adaptive Regressionssplines (MARS) sind in der Regressionsanalyse  von Jerome H. Friedman 1991 eingeführt worden.
MARS erlaubt es mithilfe von abschnittweise linearen Funktionen (Scharnierfunktionen) flexiblere Modelle zu bilden als rein lineare Modelle.
Die Parameter des MARS-Modells (häufig auch Earth-Modell, aufgrund von Markenrechten) werden während des Trainings bestimmt.

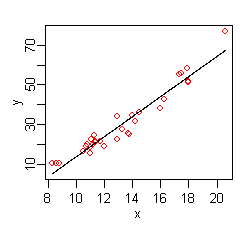
Fit eines linearen Models

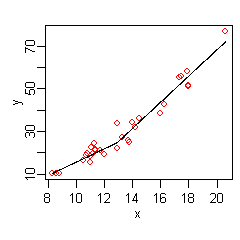
Fit eines einfachen MARS-Modells